# Betrug (1948)
Betrug (Originaltitel: Larceny) ist ein US-amerikanischer Kriminalfilm aus dem Jahr 1948 von George Sherman mit John Payne und Joan Caulfield in den Hauptrollen. Der Film noir wurde von Universal-International Pictures produziert und basiert auf dem 1947 veröffentlichten Roman The Velvet Fleece von Lois Eby und John Fleming.

## Handlung
Nach einem misslungenen Betrugsversuch flüchten die beiden Gauner Silky Randall und Rick Maxton aus Miami ins kalifornische Mission City. Während Silky im Hintergrund die Fäden zieht und nach wohlhabenden Witwen Ausschau hält, ist es Ricks Aufgabe, diese Witwen zu umgarnen und auszunehmen. Silky hegt den Verdacht, dass seine Freundin Tory mit Rick ein Verhältnis hat. Rick bestreitet dies, doch als Silky erklärt, Tory während des nächsten Coups nach Kuba zu schicken, sucht Rick Tory auf. Die verlangt, dass Rick sie nach Kuba begleitet, doch der lehnt ab und reist nach Kalifornien.
Rick checkt in einem Motel ein und lässt den Manager wissen, dass er ein Freund des gefallenen Kriegshelden Jim Clark sei, auf dessen Witwe Dorothy er von Silky angesetzt wurde. Der Manager ist Präsident einer patriotischen Jugendorganisation und bittet Rick, bei einem Treffen am Abend eine Rede zu halten. Beim Treffen wird er Deborah vorgestellt, die von seiner Rede sehr bewegt ist. Rick erzählt ihr von seiner Idee, für die Organisation ein Gebäude zu errichten, dass seinem Freund und Kriegshelden Jim als Gedenkstätte gewidmet ist. Deborah ist sofort zur Unterstützung bereit.
Am Abend erhält Rick Besuch von Max, einem Mitarbeiter Silkys. Max informiert ihn, dass Tory ihren Flug nach Kuba nicht angetreten habe und Silky nun glaubt, sie sei bei ihm. Da Tory nicht bei Rick ist, kehrt Max zurück. Kurz darauf erhält Rick eine Lieferung einer örtlichen Apotheke. Sie enthält eine Flasche Bromsalz, in deren Kappe eine Nachricht von Tory steckt. Er sucht sie auf, erwidert aber ihre Avancen nicht. Tory droht, ihr Verhältnis Silky zu verraten, sie werde sich aber im Hintergrund halten, wenn er sie regelmäßig besuche. Bei seiner Rückkehr wird Rick von Max erwartet, der ihn zu Silky bringt. Rick soll Deborah dazu bringen, das teuerste Grundstück für die geplante Gedenkstätte auszuwählen. Silky fragt Rick nach Tory, doch Rick sagt, er wisse nicht, wo sie sei. Silky beauftragt Max, Rick zu beschatten.
Am nächsten Tag begleitet Rick Deborah zu einigen Grundstücken, die zum Verkauf stehen. Auf einer Party überzeugt er sie, sich für ein 100.000 Dollar teures Grundstück zu entscheiden. In ihrer Begeisterung erklärt Deborah, die gesamte Gedenkstätte zu finanzieren. Rick ist sich klar, dass das Geld über einen Verwalter ausgeschüttet wird und überzeugt sie, ihm einen Scheck auszustellen. Nach der Party besucht Rick Tory, die eifersüchtig auf Deborah geworden ist. Es kommt zu einem Streit, bis Deborah auftaucht, die Rick gefolgt ist, um ihm seine Schlüssel zu geben, die er liegengelassen hat. Als Deborah gegangen ist, befürchtet Rick, dass der Coup platzt. Tory schlägt vor, sich als Jims Ex-Freundin auszugeben, die Rick erpresst. Rick schlägt die Idee aus, doch Tory schickt Deborah eine Nachricht, die sie überzeugt.
Rick besucht Tory erneut und will sie diesmal wegen der Nachricht zur Rede stellen. Tory fordert, dass er sie heirate, andernfalls werde sie Deborah die Wahrheit erzählen. Tory hat Deborah zu sich eingeladen und bedroht sie und Rick bei ihrer Ankunft mit einer Pistole. Bei dem folgenden Handgemenge wird Deborah k. o. geschlagen. Rick lenkt ein und umarmt Tory, dabei entwindet er ihr die Pistole und erschießt sie. Silky und Max erscheinen, doch Rick hat vorher noch die Polizei rufen können. Er hält Silky mit dem Gedanken hin, Deborah den Mord an Tory in die Schuhe zu schieben. Als die Beamten ankommen, gibt sich Silky als Detective aus, der den Tatort untersucht. Deborah kommt zu sich und Rick gesteht den gesamten Betrugsplan. Als die Polizisten ihn abführen, sagt er Deborah, sie solle vergessen, dass sie ihm jemals begegnet sei.

## Produktion

### Hintergrund
Gedreht wurde der Film von Anfang April bis Mitte Mai 1948 in Pasadena sowie in den Universal-Studios in Universal City.

### Stab
Bernard Herzbrun und Richard H. Riedel oblag die künstlerische Leitung. Russell A. Gausman und Ted Offenbecker waren für das Szenenbild zuständig, Rosemary Odell und Orry-Kelly für die Kostüme, Bud Westmore für das Maskenbild. Verantwortliche Toningenieure waren Glenn A. Anderson und Leslie I. Carey. Dewey Starkey arbeitete als Produktionsmanager, Jesse Hibbs als Regieassistent.

### Besetzung
In kleinen nicht im Abspann erwähnten Nebenrollen traten Johnny Carpenter, Gene Evans und Bill Walker auf.
Ebenfalls unerwähnt blieb Sam Edwards als Präsident der Jugendorganisation.

## Veröffentlichung
Die Premiere des Films fand am 26. August 1948 in Pittsburgh statt. In Österreich kam er am 15. Dezember 1948 in die Kinos. In der Bundesrepublik Deutschland wurde er am 15. Mai 1986 im deutschen Fernsehen ausgestrahlt.

## Kritiken
Das Lexikon des internationalen Films schrieb: „Melodramatischer Kriminalfilm mit pointiertem Aufbau der Story und Personencharakterisierung bei leicht zynischer Grundeinstellung.“
Matthias Merkelbach zog auf dem Portal der-film-noir.de das Fazit: „Ein teils unterhaltsamer, teils langweiliger Film Noir light, der selbst bei einem Connaisseur des Filmstils keinen bleibenden Eindruck hinterlassen wird und den man sehen kann, aber nicht sehen muss.“
Der Kritiker der The New York Times befand, der Film entwickle überraschend genug eine beträchtliche Durchschlagskraft. Da die Geschichte altbekannt merklich unlogisch sei, werde der Zuschauer sein Gefühl der Befriedigung, das durch diese offensichtlich gekünstelten Übung in schwelender Gewalt erzeugt werde, kaum rechtfertigen können.
Der Kritiker des TV Guide sah gut gemachte Unterhaltung mit guten Leistungen von Dan Duryea und besonders Shelley Winters.